# Birken-Gabelschwanz
Der Birken-Gabelschwanz (Furcula bicuspis) ist ein Schmetterling (Nachtfalter) aus der Familie der Zahnspinner (Notodontidae).

## Merkmale

### Imago
Die Falter erreichen eine Flügelspannweite von 30 bis 45 Millimetern, wobei die Weibchen größer als die Männchen sind. Sie besitzen weißliche Vorderflügel mit einer grauen Mittelbinde. Die Art unterscheidet sich von dem sehr ähnlichen Buchen-Gabelschwanz (Furcula furcula) und dem ebenfalls ähnlichen Kleinen Gabelschwanz (Furcula bifida) durch die stark eingeschnürte dunkle Querbinde der Vorderflügel, die scharf ausgebildeten Randpunkte der Flügel und die etwas weißere Grundfärbung.

### Ei
Die Eier sind von purpurschwarzer Farbe.

### Raupe
Die Raupen haben eine gelbgrüne Farbe und eine braune, gelb umrandete Rückenzeichnung. Diese Rückenzeichnung ist in der Mitte dreiecksförmig erweitert, hängt aber nicht mit dem gleichfarbenen Thoraxfleck zusammen. Der Hinterleib endet in einer geraden Schwanzgabel mit zwei langen rötlichen Spitzen.

### Puppe
Die Puppe ist gedrungen und schwarzbraun gefärbt.

## Ähnliche Arten
- Buchen-Gabelschwanz (Furcula furcula)
- Kleiner Gabelschwanz (Furcula bifida)

## Vorkommen
Die Art kommt in Mitteleuropa weit verbreitet vor, ist aber nirgends häufig. Im Hochgebirge ist sie nicht anzutreffen. Bevorzugte Fluggebiete sind Heide- und Parklandschaften sowie Mischwaldhänge.

## Lebensweise
Die weiblichen Falter legen die Eier in kleinen Gruppen auf die Unterseite der Blätter der Futterpflanze. Die Raupen ernähren sich dann vom Laub von Birke (Betula) oder Erle (Alnus). Wie auch andere Gabelschwanzraupen nehmen sie bei Störungen oder Beunruhigungen eine Schreckstellung ein, indem sie den Kopf zurückziehen, das Vorder- und Hinterende anheben und die Schwanzfäden ausstülpen. Außerdem können sie aus einer Drüse ein scharfes Sekret ausspritzen. Die Verpuppung erfolgt in einem festen, aus zernagten Holzspänen hergestellten Gespinst an Baumstämmen oder Ästen. Die Überwinterung erfolgt als Puppe.

## Flug- und Raupenzeiten
Die nachtaktiven Falter fliegen in zwei Generationen überwiegend von Ende April bis Mitte Juli und wieder von Ende Juli bis Ende August. Die Raupen findet man im Juli und August.

## Synonyme
- Cerura bicuspis
- Harpyia bicuspis